# Оналяска (Техас)
Оналяска (англ. Onalaska) — місто (англ. city) в США, в окрузі Полк штату Техас. Населення — 3020 осіб (2020).

## Географія
Оналяска розташована за координатами 30°48′29″ пн. ш. 95°6′21″ зх. д. / 30.80806° пн. ш. 95.10583° зх. д. (30.808013, -95.105723).  За даними Бюро перепису населення США в 2010 році місто мало площу 11,19 км², з яких 11,14 км² — суходіл та 0,05 км² — водойми. В 2017 році площа становила 13,83 км², з яких 13,78 км² — суходіл та 0,05 км² — водойми.

## Демографія
Згідно з переписом 2010 року, у місті мешкали 1764 особи в 755 домогосподарствах у складі 484 родин. Густота населення становила 158 осіб/км².  Було 1207 помешкань (108/км²).
Расовий склад населення:
| - 90,9 % — білих - 5,0 % — чорних або афроамериканців - 1,0 % — корінних американців - 0,7 % — азіатів |

До двох чи більше рас належало 1,8 %. Частка іспаномовних становила 3,5 % від усіх жителів.
За віковим діапазоном населення розподілялося таким чином: 19,8 % — особи молодші 18 років, 55,3 % — особи у віці 18—64 років, 24,9 % — особи у віці 65 років та старші. Медіана віку мешканця становила 49,2 року. На 100 осіб жіночої статі у місті припадало 96,2 чоловіків;  на 100 жінок у віці від 18 років та старших — 95,2 чоловіків також старших 18 років.
Середній дохід на одне домашнє господарство  становив 45 095 доларів США (медіана — 33 250), а середній дохід на одну сім'ю — 49 359 доларів (медіана — 36 793). За межею бідності перебувало 33,2 % осіб, у тому числі 59,1 % дітей у віці до 18 років та 9,0 % осіб у віці 65 років та старших.
Цивільне працевлаштоване населення становило 569 осіб. Основні галузі зайнятості: освіта, охорона здоров'я та соціальна допомога — 19,9 %, публічна адміністрація — 18,3 %, будівництво — 15,1 %.